# هيئة المواد النووية (مصر)
هيئة المواد النووية هي هيئة حكومية مصرية ذات شخصية اعتبارية تتبع وزارة الكهرباء والطاقة المتجددة، أنشئت بموجب قرار رئيس الجمهورية رقم 196 لسنة 1977.

## التشريعات المنظمة
- قرار رئيس الجمهورية رقم 196 لسنة 1977: بإنشاء هيئة المواد النووية وتتبع وزير الدولة للبحث العلمى والطاقة الذرية.[2]
- قرار رئيس الجمهورية رقم 503 لسنة 1977: بشأن تبعية هيئة المواد النووية لوزير الكهرباء والطاقة.[3]
- قرار رئيس الجمهورية رقم 141 لسنة 1979: بشأن تبعية هيئة المواد النووية لوزير الصناعة والثروة المعدنية.[4]
- قرار رئيس الجمهورية رقم 328 لسنة 1984: بشأن تبعية هيئة المواد النووية لوزير البترول والثروة المعدنية.[5]
- قرار رئيس الجمهورية رقم 161 لسنة 1987: بشأن تبعبة هيئة المواد النووية لوزير الكهرباء والطاقة.[6]
- قرار رئيس الجمهورية رقم 194 لسنة 2019: بإصدار اللائحة التنفيذية لهيئة المواد النووية.[7][8]

## مهام الهيئة
- اقتراح السياسة العامة ووضع الخطط في مجال المواد النووية ومتابعة التطور العالمي في مجال اختصاصها .
- إجراءات المسح الشامل لتحديد المناطق ذات الإمكانيات في الخامات الذرية .
- إجراء البحوث والدراسات والتجارب للكشف والتنقيب عن الخامات ذات الأهمية في الطاقة النووية .
- استخراج الخامات الذرية وتصنيعها وإعدادها للتصدير وتنظيم تداولها واستيرادها وتصديرها واستخداماتها .
- اقتراح الاتفاقيات وإبرام العقود مع الهيئات والشركات المصرية أو العربية أو الأجنبية أو الدولية في مجالات اختصاصها والاتفاق مع الجهات .الأخرى في العمليات المشتركة .
- تدريب وإعداد المتخصصين والأفراد اللازمين وإيفاد المنح والبعثات.[9]

## انظر ايضاً
- الطاقة النووية في مصر
- هيئة الطاقة الذرية
- هيئة المحطات النووية لتوليد الكهرباء
- الجهاز التنفيذي للإشراف على مشروعات المحطات النووية
- هيئة الرقابة النووية والإشعاعية

## وصلات خارجية
- الصفحة الرسمية للهيئة على موقع فيس بوك.